# Lysimelia alborenalis
Lysimelia alborenalis är en fjärilsart som beskrevs av Walter Karl Johann Roepke 1938. Lysimelia alborenalis ingår i släktet Lysimelia och familjen nattflyn. Inga underarter finns listade i Catalogue of Life.